# Emma Meesseman
Emma Meesseman (Ieper, 13 mei 1993) is een Belgisch basketbalspeelster. Sinds 2010 is ze lid van het Belgisch nationaal basketbalteam, de Belgian Cats. Ze speelde in Europa tussen 2015 en 2022 bij het Russische UMMC Jekaterinenburg waarmee ze onder meer in 2016, 2018, 2019 en 2021 de EuroLeague Women won. In 2019 werd ze Amerikaans kampioen met de Washington Mystics in de WNBA. Sinds 2022 speelt ze voor Fenerbahçe SK en daarnaast sinds 2025 in de WNBA voor New York Liberty. In 2023 en 2025 werd ze Europees kampioen met de Belgian Cats.

## Carrière
Meesseman begon haar internationale carrière toen ze in 2012 een meerjarencontract tekende met ŽBK Sparta&K Oblast Moskou Vidnoje die haar de eerste twee jaar van het contract uitleenden aan ESB Villeneuve-d'Ascq. In de WNBA speelt ze sinds 2013 voor de Washington Mystics. In 2011 was ze de laureate van de FIBA Europe Young Women's Player of the Year Award, in 2011 en 2012 werd ze verkozen tot beste Belgische basketbalspeelster van het jaar.
Op het WK in 2018 werden de prestaties van Meesseman beloond met een plek in het team van het tornooi. Ze was de op een na meest scorende speelster en de speelster met de meeste rebounds.
In 2019 werd Emma Meesseman samen met haar team de Washington Mystics WNBA-kampioen. Zelf werd ze als eerste Europese speelster ooit verkozen tot Most Valuable Player (MVP) in de WNBA-finale.
In het WNBA seizoen van 2022 ging Meesseman aan de slag bij Chicago Sky. Wegens de Russische invasie van Oekraïne keerde Meesseman begin maart 2022 vanuit Rusland terug naar België.
In de zomer van 2025 trok Meesseman naar New York Liberty in de WNBA. Op 3 augustus maakte ze haar debuut tegen Connecticut Sun en was ze meteen goed voor 11 punten, 3 assists en 2 rebounds.

## Privé
Emma Meesseman is een dochter van kinesist Gil Meesseman en Sonja Tankrey, voormalig internationaal basketbalspeelster en Belgische speelster van het jaar in 1982.

## Ploegen
Europa
- 2009-2012: Blue Cats Ieper
- 2012–2014: ESB Villeneuve-d'Ascq
- 2014–2016: ŽBK Sparta&K Oblast Moskou Vidnoje
- 2016–2022: UMMC Jekaterinenburg
- 2022–heden: Fenerbahçe SK

 Amerika
- 2013–2020: Washington Mystics
- 2022: Chicago Sky
- 2025-heden: WNBA New York Liberty

## Prijzen en onderscheidingen

### Team

#### Blue Cats Ieper
- Belgisch Pro Basketball League kampioen: 2011-12

#### ESB Villeneuve-d'Ascq
- Frans Bekerfinalist: 2013-14

#### UMMC Ekaterinburg
- EuroLeague Women winnaar: 2015-16, 2017-18, 2018-19, 2020-21
- FIBA Europe SuperCup Women winnaar: 2016, 2018, 2019
- Russische superliga kampioen: 2015-2016, 2016-17, 2017-18, 2018-19, 2019-20
- Russisch bekerwinnaar: 2017, 2019
- RFB Super Cup: 2021
- UMMC Cup: 2016, 2018

#### Washington Mystics
- WNBA Finals champion: 2019

#### Fenerbahçe Safiport
- EuroLeague Woman winnaar: 2022-2023, 2023-2024
- Turkish Super League kampioen: 2022-2023, 2023-2024
- FIBA Europe SuperCup Women winnaar:2023, 2024

### Belgian Cats
- 4e plaats U17 World Cup: 2011
- Winnaar U18 Europees kampioenschap vrouwen: 2011
- 3e plaats Europees kampioenschap basketbal vrouwen: 2017
- 3e plaats Europees kampioenschap basketbal vrouwen: 2021
- 1e plaats Europees kampioenschap basketbal vrouwen: 2023
- 1e plaats Europees kampioenschap basketbal vrouwen: 2025

### Individueel
- MVP Belgische Pro Basketball League: 2010-11
- MVP U18 Europees Kampioenschap Vrouwen: 2011
- FIBA Europe Young Women's Player of the Year: 2011
- WNBA All-Star Game selectie: 2015
- Meeste driepunters van het WNBA seizoen: 2016
- Final Four MVP EuroLeague Women: 2017-18
- All-Star Five Wereldkampioenschap basketbal vrouwen: 2018
- 2019 WNBA Finals MVP[8]
- Vlaamse Reus: 2019[9][10]
- Vlaams Sportjuweel: 2019[11]
- All-Star Five EuroLeague Women: 2019-20, 2020-21[12]
- TISSOT MVP van het Olympisch kwalificatietoernooi in Oostende: 2020[13]
- Belgisch Sportvrouw van het jaar: 2020[14]
- All-Star Five Europees kampioenschap basketbal vrouwen: 2021
- All-Star Five Tokyo 2020 basketbaltoernooi vrouwen: 2020[15]
- Top Scorer Tokyo 2020 basketbaltoernooi vrouwen: 2020
- MVP EuroLeague Women: 2022-23, 2023-24, 2024-25
- Ereteken van de Vlaamse Gemeenschap: 2023
- MVP EK Basketbal 2023 & 2025